# ヘヴン (遠藤淑子の漫画)
『ヘヴン』は、遠藤淑子による日本の漫画。1998年から1999年にかけて『MELODY』（白泉社）に掲載された。全3話。同社の花とゆめコミックスより単行本化されている。
その後、前日譚にあたる『ヘヴン2』が同じく『MELODY』に2000年から2001年にかけて掲載された。全5話。こちらも花とゆめコミックスにて単行本化されている。
白泉社文庫からは2作品をまとめて『ヘヴン』のタイトルで出版されている（全1巻）。
本項ではこの2作品を併せて扱う。

## ヘヴン

### あらすじ
二十数年前の「戦争」によって荒廃した世界。陸軍を辞めて求職中のマットは、偶然から人型ロボット・ルークのオーナーとなる。2人は巻き込まれた事件を通じて、人間性の喪失を目の当たりにする一方、荒廃した世界における希望を見つけることとなる。

### 主な登場人物
マット・デイリー
本作品の主人公。本名はマーサ。女性だがよく男性と間違えられる。陸軍に6年間勤めていたが、新任の司令官にセクハラを受けて反撃し、鼻の骨を粉砕してしまったため除隊になった。軍在籍中にとった医療アシスタントの資格を活かして働こうとするがうまくいっていない。
ルーク
戦前に作られた、少年の外見をしたロボット。型式はLU-K5型。アルファベットの5文字目が「E」であるため、読み替えて「LUKE」→「ルーク」と呼ばれる。非常に精巧に作られており、技術の衰退した現在では同じものは作れないと見られる。ある街で（修理出来ないと思われていたため）叩き売られていたが、買った男にマットがケンカで勝ったことにより、マットの所有物となる。その後、所有権はホリーに移った。外見が人間と変わらないことを利用して表向きはマットの弟として生活し、金物屋でアルバイトをしている。
実は軍が暗殺用に作ったロボットであり、開発の経緯が『ヘヴン2』にて描かれた。
ホリー
マットの姉。放射能の影響で身体が弱く、入退院を繰り返している。また、肉体的な成長も遅れており、一見するとマットより年下の少女にしか見えない。田舎で祖母と暮らしている。
クリス・ディヴィス
マットが軍に在籍中に同じ部隊にいた男。現在の階級は中佐。父親が軍の要職についている。様々なトラブルを起こしてはその責任をマットに押し付けたため、マットからは疫病神扱いされている。
実は「完璧な人間を作り出す」という目的で遺伝子操作で生まれた人間の第1号だが、能力的には特筆すべき点はなかった。その後遺伝子操作で生まれた人間の多くが精神的に問題を抱えており破壊衝動に突き動かされる者も少なくないため、自分もそうなるのではないかと危惧している。

## ヘヴン2

### あらすじ
「戦争」が起こる数十年前。ジョナサンは大学の寮でデイビーという少年と同室となる。ロボット工学者になるのが夢のデイビーは、成績こそ芳しくなかったものの、優しい性格で皆から慕われており、またジョナサンもデイビーに救われた。だが、そのデイビーはテロ組織に誘拐され帰らぬ人となってしまう。
やがてジョナサンはデイビーの夢を継ぎロボット工学者となり、軍から暗殺用ロボット製作の依頼を受ける。ちょうどその折、デイビーがテロ組織に狙われたのは自分にも遠因があることを知る。復讐のため作られたその暗殺用ロボットこそルークであった。

### 主な登場人物
ジョナサン・ルー
本作品の実質的な主人公。大学の寮でデイビーと同室となる。兄のダグがマフィアの一員であり、その仲間に引き入れられそうになっていたところをデイビーに救われる。デイビーの死後はその夢を継いでロボット工学者になり、おもちゃメーカーで働いていたが、自分がデイビーの死の遠因になっていたことを知り、軍から依頼された暗殺用ロボット・ルークを開発する。復讐は成功したが、デイビーと同じ顔をしたルークに殺人をさせたことを悔やみ、「もしお前に人を殺すなと命じる者がいたら、その者を守れ」と言い遺した。
デイビー・トレヴァー
ジョナサンと大学の寮でデイビーと同室となった少年。学校の成績は留年すれすれだったが、パソコンの修理は得意で、ロボット工学者を目指していた。優しい性格で皆から慕われていた。実は大学にも奨学金を出資しているエクソン社社長の隠し子だった。そのため自然保護テロ組織「ネイチャーガーディアンズ」に誘拐され、巻き込まれて誘拐された少女・キャシーを逃すため犠牲になり命を落とす。
遺伝子は保存されており、クリス・ディヴィスの遺伝子の母体となった。
アシュレイ・ロビンソン
ジョナサンやデイビーの級友。数学者の家系で、その重責から初めは誰にも心を開かなかったが、デイビーに数学を教えるうちに徐々に変わっていく。後にジョナサンと結婚、娘・リサをもうける。
レベッカ・デイリー
ジョナサンの友人。通称・ベッキー。デイリーは結婚後の姓（旧姓は不明）。デイビーとはジョナサンを通じて仲良くなるが、その直後にデイビーが他界。当時はパブのウェイトレスだったが、生前のデイビーに応援してもらったことを受け、自分のレストランを持つに至る。後に常連客だったマシューと結婚。
結婚後の姓がデイリーであること、夫の名前であるマシューの愛称も「マット」であることから、マットとの血縁関係があることが示唆されるが、詳細は不明。
リサ
ジョナサンとアシュレイの娘。
マシュー・デイリー
ベッキーの夫。元はベッキーのレストランの常連客。かなりの大柄だが涙もろい。
エド・ノール
「自然の党」所属の上院議員。かつて自然保護テロ組織「ネイチャーガーディアンズ」に所属し、デイビーを誘拐、殺害した張本人。
ディヴィス
軍の中尉（後に大佐）。ジョナサンに軍の暗殺用ロボット開発を依頼する。クリス・ディヴィスの先祖だと考えられるが詳細は語られていない。
キャシー・シンガー
デイビーと共に誘拐された少女。デイビーの助けで逃亡に成功したが、しばらく事件に関する記憶を失っていた。記憶を取り戻した後、デイビーの最期と事件の実行犯の情報を伝えるためジョナサンの元を訪れる。
フィル・ケリー
ジョナサン達の大学の同期で、ジャーナリスト。デイビー誘拐事件について追跡を続けていた。
ルーク
ジョナサンが開発した暗殺用ロボット。『ヘヴン』も参照。

## 金物屋のルークくん
コミックスおよび文庫版のおまけ漫画。ルークの金物屋でのアルバイトの様子などを描く。
本編がほぼ一貫してシリアスな雰囲気であるのに対して、こちらはルークがロボットであることをネタとした4コマ形式のコメディになっている。

## 書誌情報
- 遠藤淑子 『ヘヴン』 白泉社 花とゆめコミックス、2000年1月10日初版発行、ISBN 4-592-17752-5
- 遠藤淑子 『ヘヴン2』 白泉社 花とゆめコミックス、2001年9月10日初版発行、ISBN 4-592-17226-4
- 遠藤淑子 『ヘヴン』 白泉社 白泉社文庫、2010年1月20日初版発行、ISBN 978-4-592-88798-0

## 備考
- 2002年星雲賞コミック部門参考候補作。
- 白泉社文庫版の発売に際しては、「エンコミ!2010」と題して、『なごみクラブ』（竹書房）および『今月のわんこ生活』（大都社）との3社3冊同時発売のキャンペーンが行われた。